# دم‌چلچله‌ای نوارخامه‌ای
دم‌چلچله‌ای نوارخامه‌ای (نام علمی: Papilio leucotaenia) نام یک گونه از سرده فرانه‌ها است.